# Фёдоров, Николай Григорьевич
Николай Григорьевич Фёдоров (24.12.1918 — 12.06.1977) — советский военнослужащий, участник Великой Отечественной войны, Герой Советского Союза, командир батареи 57-го артиллерийского полка 95-й стрелковой дивизии 33-й армии 1-го Белорусского фронта, старший лейтенант.

## Биография
Родился 24 декабря 1918 года в деревне Сорочкина ныне Ишимского района Тюменской области в крестьянской семье. Окончил 7 классов, курсы трактористов. Работал в колхозе.
В Красной Армии с 1939 года. Участник советско-финской войны 1939—1940 годов. На фронте в Великую Отечественную войну с июля 1941 года. В 1943 году окончил Томское артиллерийское училище. Член ВКП(б)/КПСС с 1944 года.
Командир батареи 57-го артиллерийского полка старший лейтенант Николай Фёдоров особо отличился на берлинском направлении. В бою за населённый пункт Марксдорф, расположенный юго-западнее города Зелов в период с 23 по 25 апреля 1945 года вверенная старшему лейтенанту Фёдорову артиллерийская батарея прямой наводкой подбила девять вражеских танков, пять штурмовых орудий, подавила миномётную батарею, уничтожила большое количество противников.
После войны Н. Г. Фёдоров продолжил службу в армии. В 1948 году он окончил Высшую офицерскую артиллерийскую школу в Ленинграде. Работал военным комиссаром города Тюмени. С 1969 года полковник Фёдоров Н. Г. — в запасе.
Скончался 12 июня 1977 года. Похоронен в Тюмени на Червишевском кладбище.

## Награды
Указом Президиума Верховного Совета СССР от 31 мая 1945 года за образцовое выполнение боевых заданий командования и проявленные при этом мужество и героизм старшему лейтенанту Фёдоров Николаю Григорьевичу присвоено звание Героя Советского Союза с вручением ордена Ленина и медали «Золотая Звезда».
Награждён орденами Ленина, Александра Невского, двумя орденами Отечественной войны 1-й степени, двумя орденами Красной Звезды, медалями.

## Память
- Улица Николая Фёдорова в Тюмени.
- В Тюмени на фасаде дома № 1 по улице Геологоразведчиков, в котором жил Герой, установлена мемориальная доска, а на фасаде дома № 1 по улице Николая Фёдорова — аннотационная доска.